# Chandra Wilson
Chandra Danette Wilson (Houston, 27 augustus 1969) is een Amerikaanse actrice. Ze is vooral bekend als dokter Miranda Bailey uit de ziekenhuisserie Grey's Anatomy waarvoor ze twee prijzen won bij de Screen Actors Guild Award.

## Biografie

### Jonge leven
Ze werd geboren in Houston en begon op 5-jarige leeftijd met haar theatercarrière. Ze ging naar de High school for the Performing and Visiual Arts en daarna naar de Tisch School of the Arts aan de universiteit van New York, waar ze haar diploma haalde.

### Carrière
Haar eerste noemenswaardige rol was die in de serie Bob Patterson uit 2001, met in de hoofdrol Seinfeld-ster Jason Alexander. Er werden 10 afleveringen opgenomen maar na 5 afleveringen werd de serie al van het scherm gehaald. Verder verscheen ze ook in kleinere rollen in Law and Order, Sex and the City en The Sopranos. Chandra heeft ook carrière gemaakt in het theater en werd zelfs voor een Tony genomineerd, ze is ook zangeres en heeft in verschillende producties gezongen.
Toen ze in New York woonde en op een bank werkte deed ze auditie voor de rol van Miranda Bailey in de pilotaflevering van Grey’s Anatomy. De rol was oorspronkelijk voorzien voor een blanke blonde vrouw maar na haar auditie kreeg Chandra de rol. De show werd een grote hit en haar personage, met de bijnaam "de Nazi" is een favoriet van de kijkers. In 2006 werd ze genomineerd voor de Emmy Award voor beste vrouwelijke bijrol in een dramaserie. In 2007 won ze de Screen Actors Guild Award voor beste actrice in een dramaserie.

### Persoonlijk leven
Wilson heeft drie kinderen, dochters Serena en Joy werden respectievelijk in 1994 en 1999 geboren en haar zoon Michael in 2005.
Wilson is een soapfan en kijkt elke dag naar All My Children, General Hospital, One Life to Live, en The Young and the Restless.
Chandra is maar anderhalve meter groot en in een interview zei ze dat ze niet vaak herkend wordt op straat omdat mensen haar te klein vinden om Chandra Wilson te zijn.